# Omloop van de Vlasstreek
La Omloop van de Vlasstreek es una carrera ciclista profesional belga disputada en Heule, en la Provincia de Flandes Occidental. 
Creada en 1962, y siempre para ciclistas profesionales. De 1945 a 1961, esta competición estuvo precedida por una prueba kermesse (o criterium) denominada Grand Prix de Heule y en la que Michel Van Aerde fue su último ganador.

## Palmarés[1]
| Año  | Ganador                | Segundo                 | Tercero                  |
| ---- | ---------------------- | ----------------------- | ------------------------ |
| 1962 | Robert Duveau          | Karel De Laet           | Romain Van Wynsberghe    |
| 1963 | André Noyelle          | Oswald Declercq         | Bernard Van De Kerckhove |
| 1964 | Norbert Kerckhove      | Norbert Coreelman       | André Noyelle            |
| 1965 | Léon Verkindere        | Lionel Vandamme         | André Noyelle            |
| 1966 | Frans Melckenbeeck     | Georges Delvael         | Roland Van De Rijse      |
| 1967 | Willy Donie            | Walter Godefroot        | Jean Monteyne            |
| 1968 | Antoon Houbrechts      | Georges Smissaert       | Walter Godefroot         |
| 1969 | Jaak De Boever         | Willy Donie             | Daniel Van Ryckeghem     |
| 1970 | Noël Vantyghem         | Walter Planckaert       | Fernand Hermie           |
| 1971 | Hubert Hutsebaut       | Herman Vrijders         | Daniel Van Ryckeghem     |
| 1972 | Roger Rosiers          | Gerry Catteeuw          | Julien Van Geebergen     |
| 1973 | Gerry Catteeuw         | Giovanni Jiménez Ocampo | Emiel Lambrecht          |
| 1974 | Marc Demeyer           | Fedor den Hertog        | Ferdinand Bracke         |
| 1976 | Lucien Zelck           | André Dierickx          | Giovanni Jiménez Ocampo  |
| 1977 | Luc Leman              | Walter Dalgal           | Etienne Vandersnickt     |
| 1978 | Roger Verschaeve       | Albert Van Vlierberghe  | Eddy Vanhaerens          |
| 1979 | Marc Demeyer           | Marc Meernhout          | Luc Leman                |
| 1980 | Lieven Malfait         | Eddy Cael               | Eddy Furniere            |
| 1981 | Willy De Geest         | Etienne De Wilde        | Marc Goossens            |
| 1982 | Dirk Baert             | Jan Baeyens             | Marc Goossens            |
| 1983 | Eddy Vanhaerens        | Willy Planckaert        | Johan Wellens            |
| 1984 | Jacques Cambier        | Patrick Devos           | Gino Knockaert           |
| 1985 | Willy Teirlinck        | Luc Wallays             | Dirk Demol               |
| 1986 | Bert Van Ende          | Dirk Heirweg            | Wilfried Peeters         |
| 1987 | Jean-Marc Vandenberghe | Adrie Kools             | Paul Haghedooren         |
| 1988 | Johan De Lathouwer     | Johan Devos             | Rudy Van Gheluwe         |
| 1989 | Rolf Sørensen          | Marnix Lameire          | Peter Spaenhoven         |
| 1990 | Jean-Marie Vernie      | Peter Van Impe          | Harry Lodge              |
| 1991 | Hendrik Redant         | Johan Devos             | Johan Museeuw            |
| 1992 | Jan Bogaert            | Jean-Pierre Heynderickx | Rudy Verdonck            |
| 1993 | Patrick Van Roosbroeck | Johan Devos             | Paul Haghedooren         |
| 1994 | Bo Hamburger           | Bart Voskamp            | Nigel Perry              |